# 500mm Feldbahnprojekt
| Zug der Bahn im Garten des FEZ |                     |                                         |                                         |
| Streckenlänge: | ca. 2,10 km         |                                         |                                         |
| Spurweite: | 500 mm (Schmalspur) |                                         |                                         |
| |                     |                                         |                                         |
| Land: | Deutschland         |                                         |                                         |
| Bundesland: | Berlin              |                                         |                                         |
| \| \| \| \| \| \| \| \| Eichgestell (Umstieg zur BPE, zuvor Bf) \| \| \| \| \| \| \| \| \| \| Straße zum Wirtschaftshof \| \| \| \| \| Palast \| \| \| \| \| \| \| \| \| \| Museum (Betriebsmittelpunkt) \| \| \| \| \| \| \| \| \| \| \| \| \| \| \| Ökoinsel \| \| \| \| \| Wasserbecken \| \| \| \| \| \| \| \| \| \| Waldwiese \| \| \| \| \| \| \| \| \| \| Zirkus (abgebaut) \| \| \| \| \| \| \| \| \| \| Spielplatz \| \| \| \| \| \| \| |                     |                                         |                                         |
| Strecke von links · Strecke von rechts |                     |                                         |                                         |
| Strecke · Haltepunkt / Haltestelle |                     | Eichgestell (Umstieg zur BPE, zuvor Bf) | Eichgestell (Umstieg zur BPE, zuvor Bf) |
| Abzweig geradeaus und von links · Strecke nach rechts |                     |                                         |                                         |
| Bahnübergang |                     | Straße zum Wirtschaftshof               | Straße zum Wirtschaftshof               |
| Abzweig geradeaus, nach links und von links · Kopfbahnhof Streckenende und quer |                     | Palast                                  | Palast                                  |
| Abzweig geradeaus, nach links und von links · Strecke von rechts |                     |                                         |                                         |
| Dienststation / Betriebs- oder Güterbahnhof · Bahnhof |                     | Museum (Betriebsmittelpunkt)            | Museum (Betriebsmittelpunkt)            |
| Abzweig geradeaus, nach links und von links · Strecke nach rechts |                     |                                         |                                         |
| Abzweig geradeaus und nach links · Strecke von rechts |                     |                                         |                                         |
| Bahnhof · Strecke |                     | Ökoinsel                                | Ökoinsel                                |
| Strecke · Brücke über Wasserlauf |                     | Wasserbecken                            | Wasserbecken                            |
| Strecke |                     |                                         |                                         |
| Strecke · Haltepunkt / Haltestelle |                     | Waldwiese                               | Waldwiese                               |
| Abzweig geradeaus, nach links und von links · Strecke nach rechts |                     |                                         |                                         |
| ehemaliger Haltepunkt / Haltestelle |                     | Zirkus (abgebaut)                       | Zirkus (abgebaut)                       |
| Abzweig geradeaus und nach links · Strecke von rechts |                     |                                         |                                         |
| Haltepunkt / Haltestelle · Strecke |                     | Spielplatz                              | Spielplatz                              |
| Strecke nach links · Strecke nach rechts |                     |                                         |                                         |

Das 500mm Feldbahnprojekt (eigene Schreibweise) ist eine museale Feldbahn im Freizeit- und Erholungszentrum im Berliner Stadtteil Oberschöneweide im östlichen Teil des Volksparks Wuhlheide. Sie verbindet den Bahnhof Eichgestell der Berliner Parkeisenbahn mit dem Spielplatz des Freizeit- und Erholungszentrums in 2 km Entfernung. Fahrtage finden über das ganze Jahr verteilt statt.

Der Verein 500mm Feldbahnprojekt e. V. ist als gemeinnützig anerkannt und finanziert die Feldbahnsammlung und den Fahrbetrieb ausschließlich aus Spenden, ein Fahrpreis wird nicht erhoben. Neben dem älteren Feldbahn-Museum 500 in Nürnberg ist es die einzige Sammlung von Material dieser Spurweite in Deutschland.

## Vorgeschichte
Ursprünglich sollte eine Strecke für den Einsatz von Fahrraddraisinen entstehen, um so den Besuchern des Eisenbahn-Modellbauclubs eine Möglichkeit körperlicher Betätigung zu bieten. Erst während der Suche nach geeignetem Gleismaterial im Herbst 1990 reifte der Entschluss, es nicht auf einen Draisinenbetrieb zu beschränken.
Ausgrabungen im Gebiet um Herzfelde/Hennickendorf, östlich von Berlin, führten zu einem wahren Feldbahnfieber der Beteiligten. Zielgerichtet wurde nun recherchiert, teils in der Literatur und Kontakte wurden geknüpft. Im Frühjahr 1991 wurde dann die erste Lok angekauft.
Die Spurweite ergab sich durch die ersten Feldbahnreliquien eher zufällig. Allerdings ist die Sammlung durch die Spurweite von 500 mm heute etwas Besonderes, da es nur noch wenige Sammlungen oder Strecken in dieser Spurweite gibt.

## Geschichte
Die ersten Fundstücke stammen aus Herzfelde (östlich von Berlin). Dort konnten mehrere Gleisjoche, zwei fast vollständige Weichen und eine Drehscheibe geborgen werden. Auf dem dortigen Firmengelände fanden sich dann weitere Joche und die ersten Loren. Lediglich im unmittelbaren Ofenbereich der Ziegelei hatte man die 500-mm-Spur beibehalten, ansonsten war man Jahre zuvor auf 600-mm-Spurweite umgestiegen.
Im Februar 1991 konnte unter Einbeziehung der Treuhandanstalt die erste Lok, eine Ns1, gekauft werden. Eingesetzt wurde sie bis 1990 bei den Zehdenicker Ziegeleien in Mildenberg. Ende des Jahres kam durch einen Tausch ein Schienenkuli nach Berlin. Diese beiden Loks haben in der Vergangenheit hauptsächlich den Besucherverkehr bewältigt.
Bis Anfang 1995 ist aus dem ursprünglichen Draisinen-Kreis eine Fahrstrecke mit den drei Bahnhöfen „Museum“, „Palast“ und „Eichgestell“ entstanden. Sie hat damit eine Länge von insgesamt 1,2 km. Seither kann man bis zum Bahnhof „Eichgestell“ fahren und dort in die Parkeisenbahn umsteigen. 1995 erfolgte erstmals die Prüfung der Bahn durch den TÜV Berlin-Brandenburg.
1996 wurde im Hinblick auf die sichere Rechtsgrundlage das bisherige FEZ-Feldbahnprojekt in einen eingetragenen Verein umgewandelt. Seither trägt er den Namen „500mm Feldbahnprojekt e. V.“ im FEZ Wuhlheide.
Zwischen 1996 und 1998 war es mit der Übernahme zunehmend schwererer Fahrzeuge notwendig geworden, auf der bis zu diesem Zeitpunkt errichteten Fahrstrecke, die aus Schienen mit leichten Profilen (S10 und S12) bestanden, die Schienen gegen das stärkere Profil S18 auszutauschen. So war es möglich, alle Fahrzeuge freizügig einzusetzen.
Im Jahre 1999 konnte die Gleisanlage durch einen Streckenneubau um die zwei Zwischenhalte „Öko-Insel“ und „Zirkus“ erweitert werden. Im Jahr 2000 wurde die Strecke bis zum Haltepunkt „Spielplatz“ verlängert. Somit verfügte der Verein bis zu diesem Zeitpunkt über eine Streckenlänge von circa 1,9 km mit insgesamt 25 Weichen und 5 Zwischenhalten.
Anfang 2006 wurde mit dem Aufbau eines neuen Streckenabschnitts begonnen. Abzweigend zwischen dem Badesee und dem Wasserbecken, wurde eine Wendeschleife um den Grillplatz am Zirkus errichtet. Dies ermöglicht, auch dann einen Fahrbetrieb durchzuführen, wenn der Spielplatz nicht befahrbar ist. Durch den neuen Bahnhof direkt am Wasserbecken wurde der bisherige Haltepunkt „Zirkus“ überflüssig und daraufhin abgebaut. Im Zuge des weiteren Streckenausbaus wurde Anfang 2007 eine zusätzliche Gleisverbindung zwischen dem Wasserbecken und der bisherigen Strecke errichtet.

## Fahrzeuge

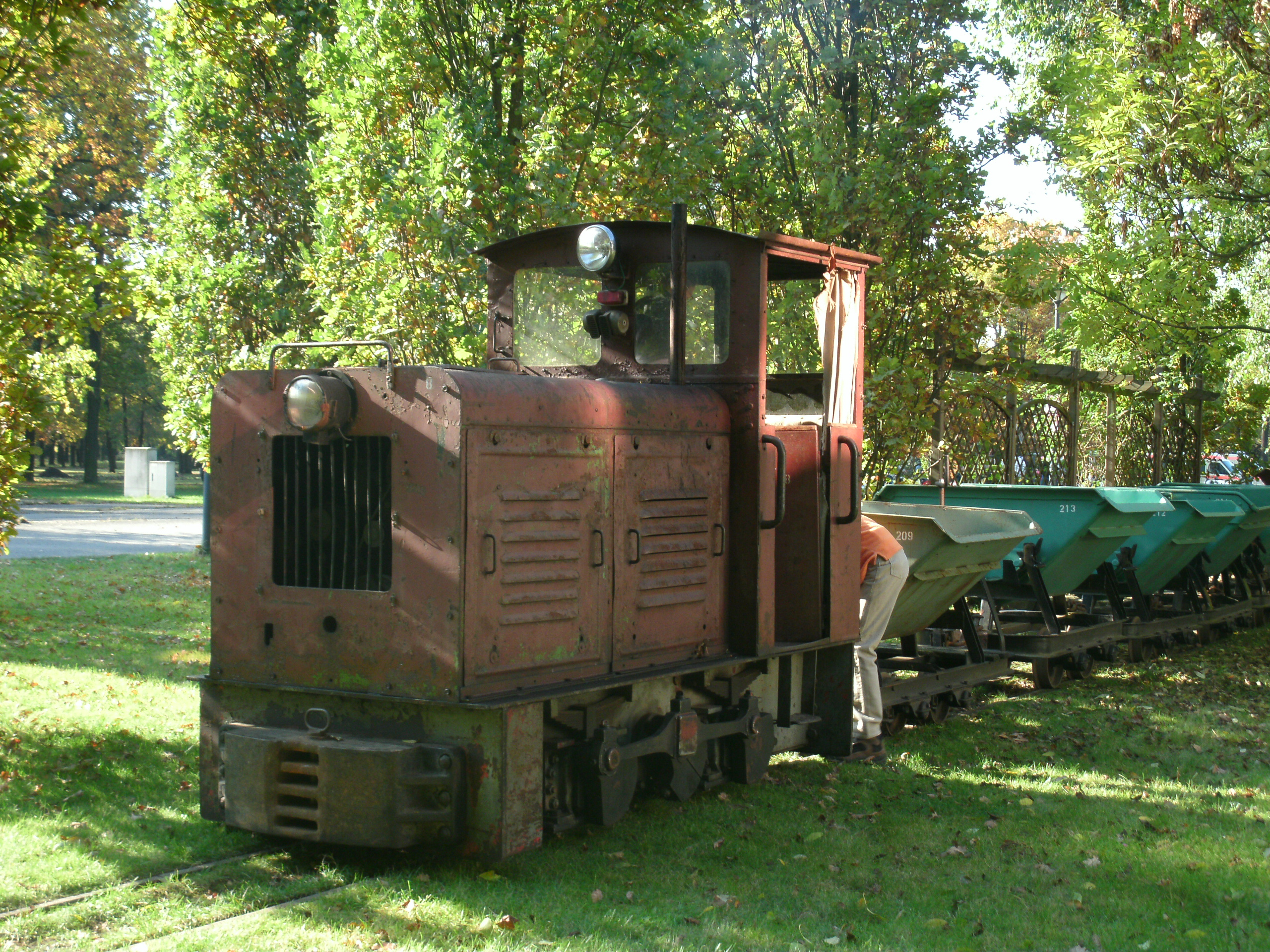
LKM Ns 2f des 500mm Feldbahnprojektes im Bahnhof Palast

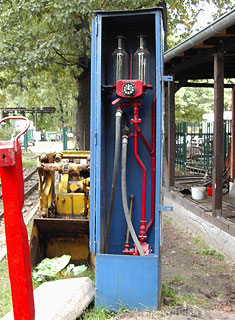
Tankstelle Bj. ca. 1910

### Lokomotiven
2014 umfasst die Sammlung 15 Lokomotiven (11 Diesel- und 4 Akkuloks).

#### Diesellokomotiven
- 4 Diesellokomotiven Typ Ns 1
- Diesellokomotiven Typ Ns 2f
- Diesellokomotive Typ Schienenkuli
- Diesellokomotive Typ BN15
- Diesellokomotive Typ BN30
- Diesellokomotive Typ GZ30B
- Diesellokomotive Typ GK 9 B
- Diesellokomotive Typ CDL 20

#### Akkulokomotiven
- Akkulokomotive El 9-01
- Akkulokomotive 1A5
- Akkulokomotive ASF
- Akkulokomotive Metalist
- Akkulokomotive EL8 (Dauerleihgabe Feldbahn-Museum 500)

### Wagen
Die Sammlung umfasst etwa 150 Loren und Hunte sowie diverses Zubehör, darunter eine Tankstelle Baujahr um 1910, verschiedene Ziegel, Formen zur Ziegelherstellung, verschiedenste Weichenbauarten und Schwellenformen. Zudem gibt es Personenwagen, welche aus Bergwerken stammen, und Begleitwagen. Einige Loren wurden außerdem zu Personenwagen umgebaut.

## Erwähnenswertes
Alle Gleise des 500mm Feldbahnprojekts befinden sich innerhalb des Ringes der Parkeisenbahn Wuhlheide, welche allerdings 600 mm Spurweite hat.